# Ulvefodsplanter
Ulvefodsplanter (Lycopodiophyta) er en division i planteriget. Det er den ældste endnu levende gruppe af karplanter, og den rummer arter, som kan anses for at være "primitive" (dvs. meget tidligt udviklede). De afviger fra andre planter ved at have mikroblade, altså blade, som kun har én enkelt karstreng (sml. bregners og frøplantes mere komplicerede opbygning af strengsystemerne). Der er ca. 1200 nulevende arter.
| Klasser |

- Brasenføde-klassen (Isoetopsida)
- Ulvefod-klassen (Lycopodiopsida)
- Dværgulvefodsplanter (Selaginellopsida)

## Evolution
Ulvefodsplanter skønnes at være opstået i Silur-tiden for mere end 400 millioner år siden, og omfatter nogle af de mest primitive nulevende Karplanter. Der er således tale om planter med en meget lang forhistorie, og de forekommer ofte som fossiler, specielt i kul-lag. Faktisk er de fleste kendte slægter nu uddøde. Silur-planten Baragwanathia longifolia repræsenterer den tidligst kendte art, mens den lidt senere gruppe Cooksonia synes at være beslægtet.
I Kultiden var der træagtige Ulvefodsplanter, f.eks. Segltræ og Skæltræ, der formede enorme skove og var dominerede på land. I modsætning til de senere egentlige Træer voksede bladene direkte ud af stamme og grene, men faldt af efterhånden som planten groede, så der altid kun var en mindre mængde blade i toppen. De fossile rester af disse omfattende skove udgør store dele af nutidens kul-forekomster.
Diagrammet viser hvordan Ulvefodsplanterne udviklingsmæssigt ligger mellem mosserne og de højere karsporeplanter og frøplanter.
Isoetopsida og Selaginopsida er nærmere beslægtede end med Lycopodiopsida.
| Portal | Portal:Botanik |